# Raffaella Brutto
Raffaella Brutto (Genova, 10 gennaio 1988) è un'ex snowboarder italiana, vincitrice delle edizioni 2007, 2008, 2009, 2010, 2014 2016 dei Campionati italiani di snowboard.

## Biografia
Raffaella Brutto inizia a sciare da piccolissima verso i due anni, e all'età di 7 anni inizia a praticare lo snowboard. Nel 1998 lo Sci Club La Thuile forma la sezione snowboard ed entra subito a farne parte.
Nel 1999 inizia a gareggiare a livello regionale con ottimi piazzamenti e primi posti.
Nel 2001 nella specialità snowboard cross e gigante parallelo vince sia i Campionati italiani sia il Pinocchio Internazionale nella Categoria Ragazzi.
Nell'estate del 2002 entra a far parte della squadra del Comitato Valdostano ASIVA. Fino al 2004 pratica anche il pattinaggio artistico a rotelle a livello agonistico, classificandosi al terzo posto ai Campionati europei del 2002 a Scanno nella specialità Coppia Danza, insieme a Matteo Fraschini, e vincendo la Coppa Europa del 2003 a Friburgo nella specialità Solo Dance.
Dal 2004, all'età di 16 anni, inizia a partecipare alle Gare FIS ottenendo ottimi risultati. Viene subito convocata per partecipare ai Campionati Mondiali Junior di Boardercross in Germania ad Oberwiesenthal e, subito dopo, alla finale di Coppa del Mondo di snowboard a Bardonecchia dove a causa di un infortunio, in training, non poté gareggiare.
Nel 2005 vince la Coppa Italia, si piazza al 7º posto in Coppa Europa, pur avendo partecipato a sole 3 gare e viene inserita nella squadra Nazionale come Atleta osservata.
Nel 2006 entra effettivamente in Nazionale come atleta del Gruppo Coppa Europa e partecipa a due gare di Coppa del Mondo e nel settembre inizia a gareggiare per lo Snow Club Courmayeur avendo lo Sci Club La Thuile chiuso la sezione snowboard.
Nel 2007 partecipa ai Mondiali di Arosa come unica italiana nel boardercross giungendo 27ª, risultato che bisserà due anni dopo nell'edizione di Gangwon 2009 in Corea. Conquista il podio piazzandosi al terzo posto alla XXIII Universiade invernale di Torino. Si piazza al secondo posto nell'unica gara di Coppa Europa alla quale ha partecipato e vince il titolo a Colere di campionessa italiana sia assoluti che agli juniores.
Il 2008 pur iniziando con un primo posto in Austria non è un anno fortunato a gennaio subisce un infortunio alla caviglia in una Gara di Coppa del Mondo a Leysin che la tiene ferma per alcuni mesi. Nonostante la caviglia dolorante partecipa ai Mondiali juniores e si laurea nuovamente campionessa nazionale piazzandosi al primo posto sia assoluto che junior nel snowboard cross e conquista il primo posto juniores nella specialità slalom gigante parallelo a Plan Val Passiria e il terzo assoluto nella categoria senior. A settembre in Argentina un altro infortunio al gomito.
Nel 2009 partecipa ai Mondiali in Corea del Sud, giungendo 27ª nella sua disciplina, e alla XXIV Universiade invernale di Harbin in Cina conquistando nuovamente la medaglia di bronzo.
Partecipa alla gara di Coppa del Mondo a La Molina (Spagna) piazzandosi al 6º posto e alle Finali di Coppa del Mondo riuscendo ad arrivare in finale e conquistare il 4º posto.
Si riconferma campionessa italiana di snowboard cross agli assoluti di Canazei, risultato che otterrà anche l'anno seguente sullo stesso tracciato di gara e nel mese di novembre entra a far parte del CS Esercito (Centro Addestramento Alpino - Reparto Attività Sportive - Courmayeur)
Nel 2010 è l'unica atleta italiana di snowboard cross qualificata per XXI Giochi olimpici invernali di Vancouver 2010 dove ottiene un 17º posto sul tracciato di Cypress Mountain.
Nel 2011 partecipa a gare di Coppa del Mondo con ottimi piazzamenti, nel gennaio partecipa ai Mondiali a La Molina, in Spagna, e riesce a conquistare l'ottavo posto nonostante la rottura del legamento crociato anteriore.
A causa dell'infortunio deve interrompere l'attività sportiva così collabora con Eurosport come commentatore tecnico delle gare di snowboard.
Nel 2012 dopo l'operazione al ginocchio riprende l'attività agonistica con partecipazioni a gare nel Circo bianco, riuscendo ad ottenere una vittoria in Coppa Europa, sul tracciato di Cervinia, e in dicembre conquista il primo podio in Coppa del Mondo a Montafon in Austria, chiudendo seconda alle spalle della canadese Dominique Maltais
Nel 2021 annuncia il suo ritiro dall’agonismo, causa gravidanza della sua primogenita.

## Vita privata
Ha due figlie avute dal fidanzato: Estelle nata ad Aosta il 25 febbraio 2022 e Marisol nata ad Aosta il 1 novembre 2023.

## Palmarès

### Universiade invernali
- 2 medaglie:
  - 2 bronzi (in snowboard cross a Bardonecchia 2007 e ad Harbin 2009)

### Coppa del Mondo
- Miglior piazzamento nella Coppa del Mondo di snowboard cross: 7ª nel 2013
- 12 podi:
  - 2 vittorie (2 a squadre);
  - 4 secondi posti (1 individuale, 3 a squadre);
  - 6 terzi posti (4 individuali, 2 a squadre).

### Coppa del Mondo - vittorie
| Data            | Luogo     | Paese    | Disciplina                        |
| --------------- | --------- | -------- | --------------------------------- |
| 8 dicembre 2013 | Montafon  | Austria  | SBX Team Event con Michela Moioli |
| 26 marzo 2017   | Veysonnaz | Svizzera | SBX Team Event con Michela Moioli |

### Coppa Europa
- Miglior piazzamento nella classifica di snowboardcross: 5ª nel 2016
- 14 podi:
  - 7 vittorie
  - 3 secondo posto
  - 5 terzi posti

### Coppa Europa - vittorie
| Data             | Luogo             | Paese    | Disciplina |
| ---------------- | ----------------- | -------- | ---------- |
| 29 gennaio 2012  | Breuil-Cervinia   | Italia   | SBX        |
| 22 dicembre 2012 | Cortina d'Ampezzo | Italia   | SBX        |
| 31 gennaio 2013  | Puy St Vincent    | Francia  | SBX        |
| 12 marzo 2016    | Puy St Vincent    | Francia  | SBX        |
| 13 marzo 2016    | Puy St Vincent    | Francia  | SBX        |
| 20 marzo 2018    | Veysonnaz         | Svizzera | SBX        |
| 21 marzo 2018    | Veysonnaz         | Svizzera | SBX        |

### Campionati italiani
- Campionessa italiana di snowboard cross nel 2007, 2008, 2009, 2010, 2014 e nel 2016.
- Campionessa italiana di BSL (banked slalom) nel 2019